# Андома
О памятнике природы см. Андома-гора
А́ндо́ма — река в Вологодской области России, впадает в Онежское озеро. Длина 156 км, площадь бассейна 2570 км².

## Этимология
Гидроним имеет типичное северное название с окончанием -ома (например Няндома, Пертома).

## Общие сведения

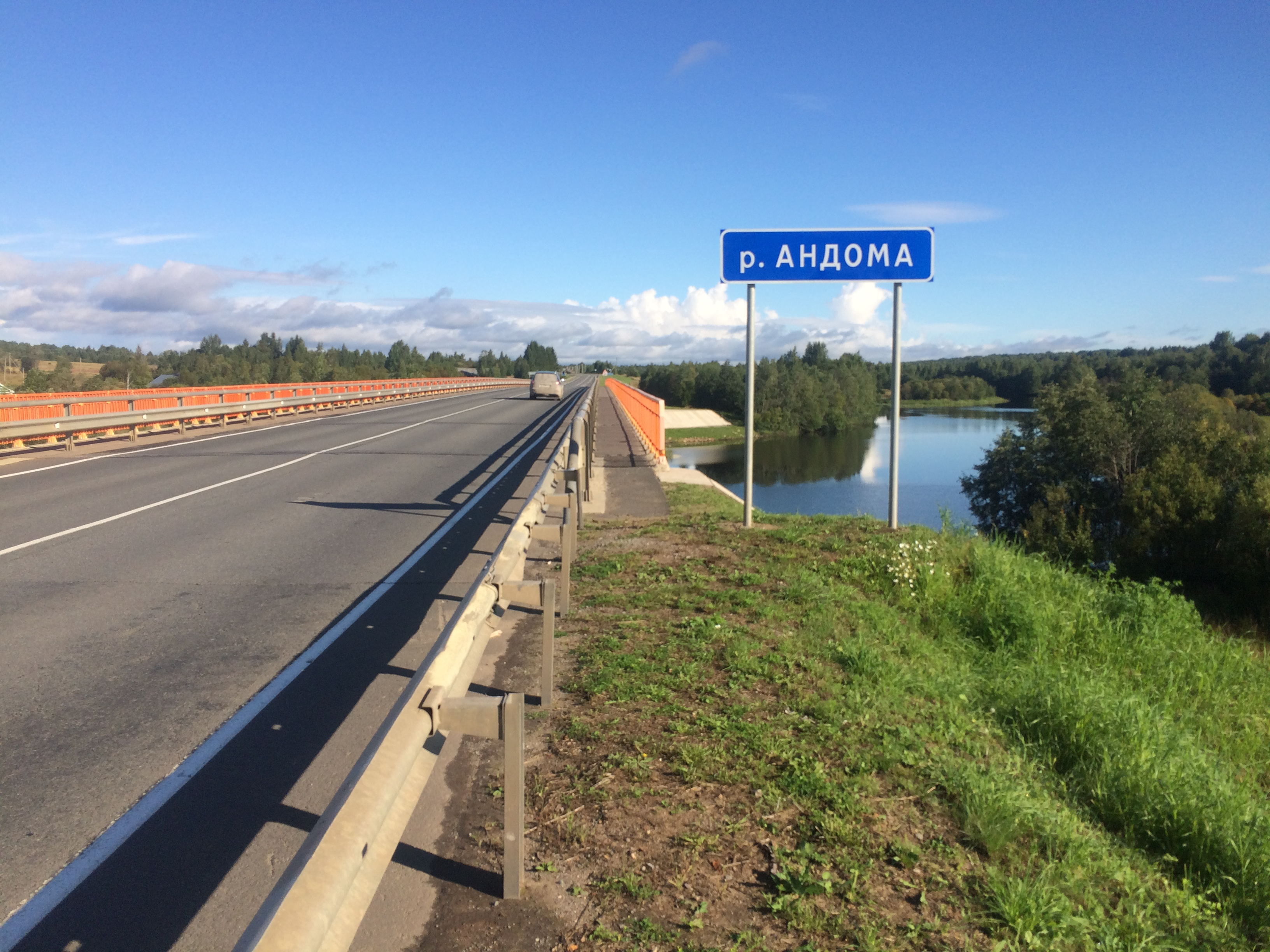
Автомобильный мост и табличка с названием реки

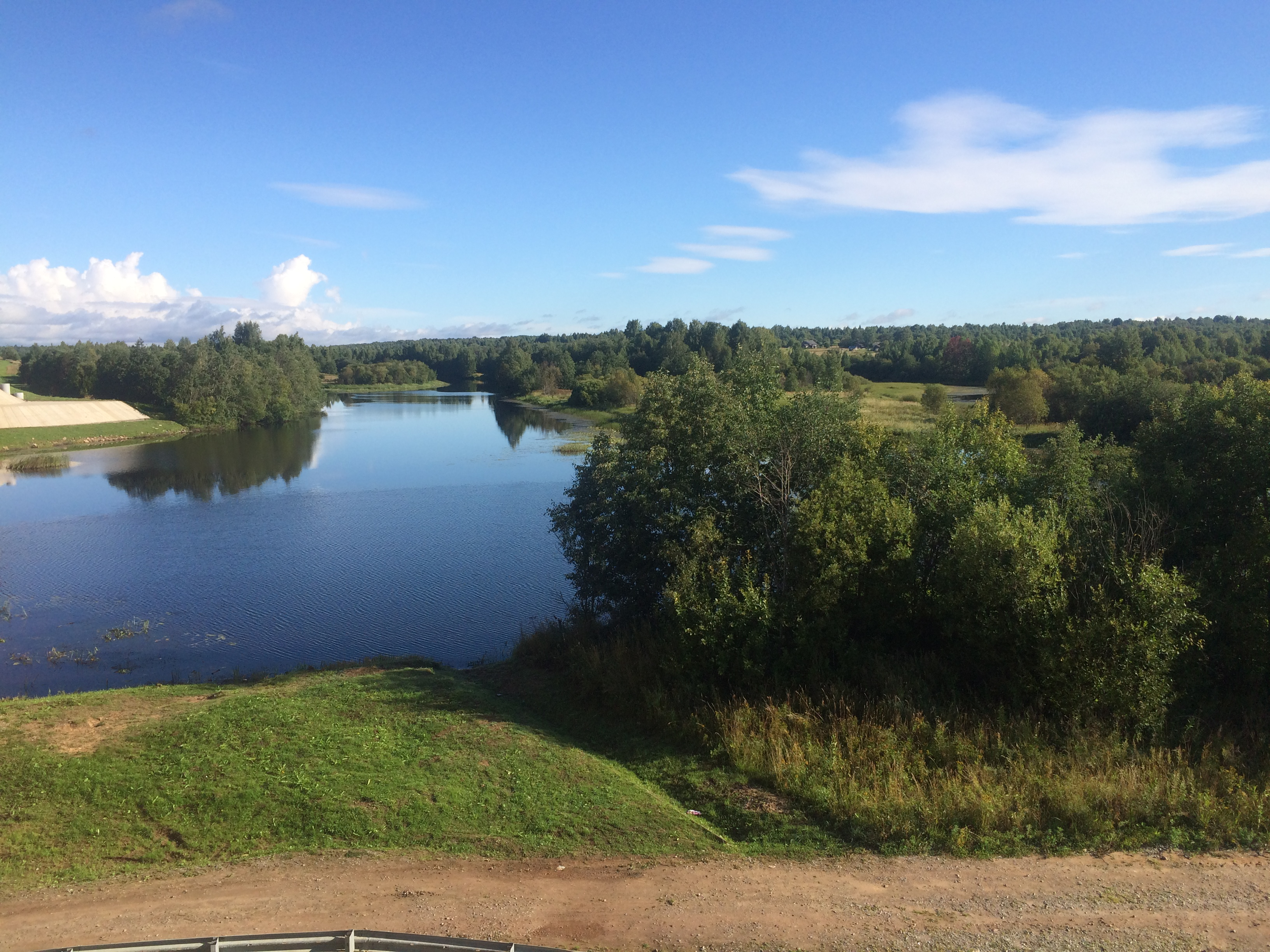
Вид против течения

Андома берёт начало из Гронтозера на Андомской возвышенности. В верхнем течении представляет собой узкий и чрезвычайно извилистый ручей, проходит через цепочку озёр, крупнейшим из которых является Айнозеро. По выходе из Айнозера ширина реки увеличивается до 20 метров, скорость течения очень высокая, в русле многочисленные перекаты и пороги. Наиболее порожистый участок находится в средней части реки, на нём река падает на 110 метров приблизительно на 30 километрах течения. Берега реки лесистые, местами заболоченные. Верхнее и среднее течение реки проходит по ненаселённой местности, ближе к устью на реке появляются деревни.
В этих местах провёл детство и юность поэт Н. А. Клюев — в Желвачёво он жил в период с 1895 по 1915 год.
За селом Андомский Погост река принимает справа крупнейший приток — Самину. Ниже течение успокаивается, пороги исчезают, Андома протекает несколькими рукавами через большое Сухоялецкое болото, в один из рукавов впадает река Ялега. За болотом Андома почти сразу впадает в Онежское озеро. Недалеко от устья находится Андома гора — геологический памятник природы.
Питание смешанное, с преобладанием снегового. Замерзает в ноябре, вскрывается в конце апреля.
В районе устья ограниченно судоходна, использовалась для сплава леса. Несмотря на большое количество порогов, мало используется для водного туризма из-за своей труднодоступности.

## Бассейн

### Притоки
(от устья к истоку)
- 8 км: Ялега (правый, впадает в одну из проток Андомы)
  - Кукурека
- Андома
- 18 км: Самина (правый)
  - Сахатручей
  - Пертручей
  - Хмелевица
  - Челма
  - Куржекса
    - Торика
    - Снежница
    - Сарожа

  - Пажия
- 21 км: Ноздрига (правый)
- 31 км: Ноздручей (правый)
- 36 км: Сяржега (левый)
- 44 км: Инжа (правый)
- 63 км: Саменжа (левый)
- 74 км: Южная Тухта (левый)
  - Тухтозерка
- 74 км: Северная Тухта (правый)
- 79 км: Юга (правый)
  - Щучья Южка
- 112 км: Лундошка (левый)
- Волгручей (правый)
- 129 км: протока без названия
  - Веняручей

### Озёра
- Ладвозеро (протекает Андома)
- Сарозеро (протокой соединяется с Андомой)
- Круглое (протокой соединяется с Купецким)
- Купецкое (протокой соединяется с Андомой)
- Айнозеро (протекает Андома)
- Лебяжье (без поверхностных стоков)
- Габозеро (протокой соединяется с Андомой)
- Чёрное (протокой соединяется с Андомой)
- Белое (протокой соединяется с Мурдозером)
- Мурдозеро (протокой соединяется с Андомой)
- Маткозеро (протокой соединяется с Андомой)
- Чёрное (ручьём соединяется с Маткозером)
- Речное (протекает Андома)
- Струкозеро (протокой соединяется с Югозером)
- Югозеро (исток Юги)
- Щучье (исток Щучьей Южки)
- Тухтозеро (исток Тухтозерки)
- Куржинское (исток Хмелевицы)
- Большое (протекает Ялега)
- Крестенское (протокой соединяется с Андомой)

## Данные водного реестра
По данным государственного водного реестра России относится к Балтийскому бассейновому округу, водохозяйственный участок реки — Бассейн Онежского озера без рр. Шуя, Суна, Водла и Вытегра, речной подбассейн реки — Свирь (включая реки бассейна Онежского озера). Относится к речному бассейну реки Нева (включая бассейны рек Онежского и Ладожского озера).
Код объекта в государственном водном реестре — 01040100612102000017215.